# Vaclavas Kidykas
Vaclavas Kidykas (Lituania, Unión Soviética, 17 de octubre de 1961) es un atleta soviético retirado especializado en la prueba de lanzamiento de disco, en la que ha conseguido ser medallista de bronce europeo en 1986.

## Carrera deportiva
En el Campeonato Europeo de Atletismo de 1986 ganó la medalla de bronce en el lanzamiento de disco, con una marca de 65.60 metros, siendo superado por los atletas también soviéticos Romas Ubartas y Georgiy Kolnootchenko (plata con 66.32 m).
Su mejor lanzamiento lo consiguió en junio de 1988 en Sochi y fue de 68.44 metros.